# اموری (تگزاس)
اموری، تگزاس(به انگلیسی: Emory, Texas) شهری در ایالت تگزاس از ایالات جنوبی ایالات متحده آمریکا است. در سرشماری سال ۲۰۰۰، جمعیت این شهر ۱۰۲۱ نفر اعلام شد.